# Basso profilo
Basso profilo (Down Low) è un film del 2023 diretto da Rightor Doyle.

## Trama
Dopo il divorzio dalla moglie Patty, Gary si è deciso a vivere apertamente la propria omosessualità e ad avere il suo primo rapporto sessuale con un altro uomo. Il massaggiatore Cameron lo convince a provare un'app di incontri, ma l'uomo che Gary ha conosciuto sull'app muore accidentalmente appena entrato in casa. Presi dal panico, Gary e Cameron decidono di sbarazzarsi del corpo.

## Produzione
Nel maggio 2021 è stato annunciato che Rightor Doyle avrebbe diretto un film tratto da una sceneggiatura scritta a quattro mani da Lukas Gage e Phoebe Fisher. Zachary Quinto, Simon Rex, Audra McDonald e Judith Light si sono uniti al cast nell'ottobre 2021.

## Promozione
Il primo trailer del film è stato pubblicato il 26 settembre 2023.

## Distribuzione
Il film è stato proiettato in anteprima mondiale al South by Southwest l'11 marzo 2023 e la distribuzione nelle sale statunitensi è avvenuta per il 10 ottobre 2023.